# Drivhuset
Drivhuset är en organisation som finns i Sverige, Norge samt Finland. Drivhuset hjälper studenter att utveckla entreprenörskap, förverkliga idéer, affärsidéer och starta företag.
Det första Drivhuset, Stiftelsen Drivhuset vid Högskolan i Karlstad, grundades 1993 på initiativ av de två studenterna Fredrik Langborg och Christer Westlund. Därefter har samma typ av organisation stiftats vid högskolorna i Malmö, Göteborg, Borås, Trollhättan, Kalmar, Växjö, Skaraborg, Örebro, Uppsala, Södertälje, Gävle och Stockholm.
Verksamheterna finansieras av offentliga medel, det lokala näringslivet, den lokala högskolan eller universitetet och olika myndigheter.